# Igor Jojriakov
Igor Jojriakov –en ruso, Игорь Хохряков– (Chusovoi, URSS, 25 de enero de 1965) es un deportista bielorruso que compitió en biatlón. Ganó una medalla de bronce en el Campeonato Mundial de Biatlón de 1995 y tres medallas en el Campeonato Europeo de Biatlón, en los años 1994 y 1995.

## Palmarés internacional
| Campeonato Mundial | Campeonato Mundial      | Campeonato Mundial | Campeonato Mundial |
| Año                | Lugar                   | Medalla            | Prueba             |
| ------------------ | ----------------------- | ------------------ | ------------------ |
| 1995               | Anterselva (Italia)     | Medalla de bronce  | Relevos            |
| Campeonato Europeo |                         |                    |                    |
| Año                | Lugar                   | Medalla            | Prueba             |
| 1994               | Kontiolahti (Finlandia) | Medalla de bronce  | Relevos            |
| 1995               | Grand-Bornand (Francia) | Medalla de oro     | Individual         |
| 1995               | Grand-Bornand (Francia) | Medalla de oro     | Relevos            |